# ESG
ESG – akronim oznaczający czynniki, na podstawie których tworzone są ratingi i oceny pozafinansowe przedsiębiorstw, państw i innych organizacji. Składają się one z 3 elementów: E – Środowisko (z ang. environmental), S – Społeczna odpowiedzialność (z ang. social responsibility) i G – Ład korporacyjny (z ang. corporate governance). Ich głównym celem jest dostarczenie inwestorom możliwości porównania na jednej płaszczyźnie alternatywnych kierunków inwestowania, poprzez analizę tych 3 parametrów.
Głównym celem oceny podmiotu pod kątem ESG jest opracowanie syntetycznego komunikatu oraz skutecznego sposobu informowania rynku kapitałowego o wyniku badania przeprowadzonego przez analityków niezależnych od ocenianego podmiotu.

## Poszczególne elementy ESG
E – Środowisko
Ocena kryteriów dotyczących realizacji strategii i polityki środowiskowej, zarządzania środowiskiem, wywiązywania się z zasad odpowiedzialności i troski o środowisko.
S – Społeczna odpowiedzialność
Pod uwagę brane są tutaj czynniki takie jak relacje z udziałowcami na rynku – dostawcami, klientami, partnerami. Istotnym czynnikiem są warunki pracy i przestrzeganie praw pracowniczych i zasad BHP. Prowadzona polityka jakości zarówno w stosunku do procedur zarządzania, jak i jakość produktu. Oceniana jest również polityka informacyjna przedsiębiorstwa i jego transparentność.
G – Ład korporacyjny
Ocena kryteriów zarządczych i ładu korporacyjnego. W zakresie analizy pozostają tu takie czynniki jak: struktura zarządu przedsiębiorstwa, respektowanie praw udziałowców, respektowanie obowiązków informacyjnych względem wszystkich udziałowców, niezależność decyzyjna oraz umiejętności zarządcze.

## Koncepcja zrównoważonego rozwoju biznesu a ESG
Idea ta zakłada, że przedsiębiorstwo nie powinno troszczyć się tylko i wyłącznie o swój interes ekonomiczny. Biznes powinien przynosić szeroko pojęte korzyści wszystkim interesariuszom, społecznościom lokalnym i środowisku. Tylko w ten sposób firma zapewnia sobie i otoczeniu, w którym się znajduje, zrównoważony rozwój i stabilizację. To wszystko jest wynikiem postępującej ewolucji rynku kapitałowego. W wyniku tych przeobrażeń zaistniało zapotrzebowanie na pogłębioną analizę nie ograniczającą się do zdolności przedsiębiorstwa w zakresie wypłacalności czy pokrywania własnych zobowiązań finansowych. Podmioty inwestujące profesjonalnie na rynku kapitałowym zaczęły zwracać uwagę na wszystkie aspekty, a nie tylko na wymiar ryzyka kredytowego.

## Kredyt odpowiedzialny społecznie
Kredyt odpowiedzialny społecznie (z ang. ESG-linked loan) to element zielonego finansowania. 
17 września 2019 grupa Energa jako pierwsza w Polsce pozyskała finansowanie w formule odnawialnego kredytu odpowiedzialnego społecznie, która uzależnia wysokość marży kredytowej od realizacji celów zrównoważonego rozwoju. Wysokość pozyskanych środków to 2 miliardy złotych. Pieniądze są przeznaczone m.in. na rozwój mocy wytwórczych odnawialnych źródeł energii.

## Sprawozdawczość ESG/ Raportowanie ESG
Na całym świecie zauważalny jest trend rosnących oczekiwań interesariuszy podmiotów gospodarczych, głównie spółek publicznych, w zakresie ujawnień danych środowiskowych, społecznych oraz związanych z ładem korporacyjnym (ESG). Dotychczas raporty ESG przyjmowały różne formy (raporty społeczne, raporty środowiskowe, raporty społecznej odpowiedzialności, raporty rozwoju zrównoważonego czy raporty zintegrowane) i sporządzano je według różnych wytycznych i regulacji (standardy GRI, raportowania zintegrowanego, sprawozdawczości zgodnej z wytycznymi ONZ, projektu Carbon Disclosure Project, wytyczne dotyczące raportowania dotyczącego informacji ESG dla inwestorów (Model Guidance on Reporting ESG Information to Investors), wytyczne OECD dla przedsiębiorstw wielonarodowych, zasady EMAS, ISO 26000, Standard Informacji Niefinansowych, amerykańskie standardy SASB).  
Komisja Europejska prowadziła prace legislacyjne nad harmonizacją prawa oraz standardów w zakresie sprawozdawczości ESG (sprawozdawczości zrównoważonego rozwoju), co zakończyło się przyjęciem w 2022 roku dyrektywy w sprawie sprawozdawczości przedsiębiorstw w zakresie zrównoważonego rozwoju (Corporate Sustainability Reporting Directive, CSRD), która weszła w życie w 2023 roku i oznacza, że w 2025 roku pojawią się pierwsze sprawozdania zrównoważonego rozwoju z niej wynikające. Dyrektywa CSRD zastąpiła Dyrektywę Parlamentu Europejskiego i Rady 2014/95/UE w sprawie ujawniania danych niefinansowych i informacji na temat różnorodności przez niektóre duże jednostki oraz grupy (NFRD). Zgodnie z dyrektywą CSRD wyżej wspomniane sprawozdania zrównoważonego rozwoju muszą być sporządzane zgodnie z Europejskimi Standardami Zrównoważonego Rozwoju (ESRS).
Rosnące znaczenie sprawozdawczości ESG wraz z potrzebą integrowania informacji finansowych i niefinansowych stanowi istotną przesłankę rozwoju rachunkowości rozwoju zrównoważonego / rachunkowości zrównoważonej.
Istotnym jest, że sprawozdania zrównoważonego rozwoju będą musiały przejść atestację (podobnie, jak sprawozdanie finansowe przechodzi Audyt finansowy) dokonaną przez niezależnego dostawcę usług atestacyjnych. Atestacja sprawozdania zrównoważonego rozwoju nie będzie więc przechodziła audytu.

## Krytyka
Zastrzeżenia dotyczą między innymi jakości danych i braku standardów, zmieniających się regulacji oraz czynników politycznych, zarzutów o greenwashing, a także rozbieżnych definicji.